# Список депутатов Жогорку Кенеша Кыргызской Республики VI созыва
Список депутатов Жогорку Кенеш Киргизии VI созыва, избранные в 2015 году (по состоянию на 2016 год).
- СДПК — 31,67 % мандатов
- «Республика-Ата Журт» — 23,33 %
- «Кыргызстан» — 15 %
- «Онугуу-Прогресс» —10,83 %
- «Бир-Бол» — 10 %
- «Ата-Мекен» — 9,17 %

| №   | Депутат                              | Фракция                                       | Избирательный список в 2020 | Избирательный список в 2021 |
| 1   | Абдылдаев, Мыктыбек Юсупович         | Парламентская фракция «Бир Бол»               |                             |                             |
| 2   | Абжалиев, Алиярбек Токобекович       | Парламентская фракция «Республика - Ата Журт» | Мекеним Кыргызстан          |                             |
| 3   | Айдаров. Салайдин Абдираевич         | Парламентская фракция «Кыргызстан»            | Кыргызстан                  |                             |
| 4   | Айнакулов, Мухтарбек Айнакулович     | Парламентская фракция СДПК                    | Социал-демократы            |                             |
| 5   | Акаев, Жанарбек Кубанычович          | Парламентская фракция СДПК                    | Ата-Мекен                   |                             |
| 6   | Акматов, Алмасбек Жумабекович        | Парламентская фракция «Бир Бол»               | Замандаш                    |                             |
| 7   | Алимбеков, Нурбек Каарыевич          | Парламентская фракция «Кыргызстан»            | Кыргызстан                  |                             |
| 8   | Алтыбаева, Айнуру Тойчиевна          | Парламентская фракция СДПК                    |                             |                             |
| 9   | Алтынбеков, Айбек                    | Парламентская фракция «Республика - Ата Журт» | Биримдик                    |                             |
| 10  | Аманкулов, Марат Аскерович           | Парламентская фракция СДПК                    | Биримдик                    |                             |
| 11  | Арапбаев, Азамат Абдуллажанович      | Парламентская фракция СДПК                    | Биримдик                    |                             |
| 12  | Артыкбаев, Осмонбек Мамбетжанович    | Парламентская фракция СДПК                    |                             |                             |
| 13  | Артыков, Анвар Артыкович             | Парламентская фракция СДПК                    | Социал-демократы            |                             |
| 14  | Асылбаева, Гүлшат Кадыровна          | Парламентская фракция «Онугуу-Прогресс»       | Биримдик                    | ЕК                          |
| 15  | Асылбек, уулу Дамирбек               | Парламентская фракция «Кыргызстан»            |                             |                             |
| 16  | Аттокуров, Данияр Бексултанович      | Парламентская фракция СДПК                    |                             |                             |
| 17  | Баатырбеков, Алмазбек Баатырбекович  | Парламентская фракция «Кыргызстан»            |                             |                             |
| 18  | Бабанов, Омүрбек Токтогулович        | Парламентская фракция «Республика - Ата Журт» |                             |                             |
| 19  | Байбакпаев, Экмат Джурукпаевич       | Парламентская фракция «Республика - Ата Журт» | Кыргызстан                  |                             |
| 20  | Баймуратов, Калдарбек Шакирович      | Парламентская фракция «Республика - Ата Журт» |                             |                             |
| 21  | Бакиров, Мирлан Исакбекович          | Парламентская фракция «Онугуу-Прогресс»       | Мекеним Кыргызстан          |                             |
| 22  | Бакчиев Джаныбек Абдукапарович       | Парламентская фракция «Бир Бол»               | Биримдик                    |                             |
| 23  | Бекешев, Дастан Далабайевич          | Парламентская фракция СДПК                    |                             |                             |
| 24  | Бокоев, Кенжебек Сатымкулович        | Парламентская фракция «Республика - Ата Журт» | Республика                  |                             |
| 25  | Джакупова, Чолпон Идиновна           | Парламентская фракция «Бир Бол»               |                             |                             |
| 26  | Жамалдинов, Зиядин Исламович         | Парламентская фракция «Онугуу-Прогресс»       | Бутун Кыргызстан            |                             |
| 27  | Жамангулов, Акылбек Жекшенович       | Парламентская фракция «Республика - Ата Журт» |                             |                             |
| 28  | Жапаров, Акылбек Усенбекович         | Парламентская фракция «Бир Бол»               |                             |                             |
| 29  | Жеенчороев, Мирлан Канатбекович      | Парламентская фракция «Республика - Ата Журт» | Республика                  | Альянс                      |
| 30  | Жетигенов, Бакытбек Жеңишбекович     | Парламентская фракция СДПК                    | Биримдик                    |                             |
| 31  | Жолдошбаев, Камчыбек Жолдошбаевич    | Парламентская фракция «Онугуу-Прогресс»       |                             |                             |
| 32  | Жумабеков, Дастанбек Артисбекович    | Парламентская фракция «Кыргызстан»            |                             |                             |
| 33  | Жумалиев, Кубанычбек Мырзабекович    | Парламентская фракция «Бир Бол»               |                             |                             |
| 34  | Жунус уулу, Адыл                     | Парламентская фракция «Республика - Ата Журт» |                             |                             |
| 35  | Жунус уулу, Алтынбек                 | Парламентская фракция «Онугуу-Прогресс»       | Республика                  |                             |
| 36  | Жураев, Сайдолимжон Маруфович        | Парламентская фракция СДПК                    |                             |                             |
| 37  | Жутанов, Алмаз Токтоназарович        | Парламентская фракция «Онугуу-Прогресс»       |                             |                             |
| 38  | Жылкыбаев, Узарбек Казиевич          | Парламентская фракция СДПК                    |                             |                             |
| 39  | Жээнбеков, Асылбек Шарипович         | Парламентская фракция СДПК                    | Биримдик                    |                             |
| 40  | Зулпукаров, Торобай Закирович        | Парламентская фракция СДПК                    | Биримдик                    |                             |
| 41  | Зулушев, Курманкул Токторалыевич     | Парламентская фракция «Республика - Ата Журт» | Мекенчил                    |                             |
| 42  | Икрамов, Тазабек Икрамович           | Парламентская фракция «Онугуу-Прогресс»       | Кыргызстан                  |                             |
| 43  | Иманалиев, Каныбек Капашович         | Парламентская фракция «Ата Мекен»             |                             |                             |
| 44  | Иминов, Фархат Ажмуханбетович        | Парламентская фракция «Республика - Ата Журт» |                             |                             |
| 45  | Исаева, Динара Шертаевна             | Парламентская фракция «Республика - Ата Журт» | Биримдик                    |                             |
| 46  | Исаев, Канатбек Кедейканович         | Парламентская фракция «Кыргызстан»            | Кыргызстан                  |                             |
| 47  | Исаев, Тилектеш Каримович            | Парламентская фракция СДПК                    |                             |                             |
| 48  | Исаков, Музаффар Ахматходжаевич      | Парламентская фракция СДПК                    |                             |                             |
| 49  | Исакунова, Таалайкул Базаркуловна    | Парламентская фракция «Кыргызстан»            |                             |                             |
| 50  | Исмаилова, Аида Жекшенбаевна         | Парламентская фракция «Республика - Ата Журт» |                             |                             |
| 51  | Кадыркулов, Искендер Анарбекович     | Парламентская фракция СДПК                    |                             |                             |
| 52  | Казакбаев, Руслан Айтбаевич          | Парламентская фракция «Республика - Ата Журт» |                             |                             |
| 53  | Калмаматов, Жыргалбек Айтиевич       | Парламентская фракция «Кыргызстан»            |                             |                             |
| 54  | Каримов, Нодирбек Тохтосинович       | Парламентская фракция СДПК                    | Биримдик                    |                             |
| 55  | Кодуранова, Асел Союзбековна         | Парламентская фракция СДПК                    | Социал-демократы            |                             |
| 56  | Конушбаев, Тынчтыкбек Кадырбекович   | Парламентская фракция «Кыргызстан»            |                             |                             |
| 57  | Кулбараков, Абтандил Илдузович       | Парламентская фракция СДПК                    | Биримдик                    |                             |
| 58  | Кыдыралиев, Умбеталы Токторалиевич   | Парламентская фракция «Республика - Ата Журт» |                             |                             |
| 59  | Мавлянова, Махабат Эргешовна         | Парламентская фракция «Республика - Ата Журт» | Биримдик                    |                             |
| 60  | Мадеминов, Мурадыл Ганыевич          | Парламентская фракция СДПК                    |                             |                             |
| 61  | Макеев, Нурланбек Кадыкеевич         | Парламентская фракция «Кыргызстан»            |                             |                             |
| 62  | Маматов, Абдимуктар Маматович        | Парламентская фракция «Ата Мекен»             |                             |                             |
| 63  | Мамашова, Айсулуу Турусбековна       | Парламентская фракция «Ата Мекен»             | Замандаш                    |                             |
| 64  | Мамытов, Талант Турдумаматович       | Парламентская фракция «Республика - Ата Журт» | Кыргызстан                  | Ынтымак                     |
| 65  | Маннанов, Ильхом Абдукахарович       | Парламентская фракция СДПК                    | Мекеним Кыргызстан          |                             |
| 66  | Масабиров, Таалайбек Айтмаматович    | Парламентская фракция «Кыргызстан»            | Кыргызстан                  |                             |
| 67  | Масалиев, Исхак Абсаматович          | Парламентская фракция «Онугуу-Прогресс»       |                             |                             |
| 68  | Матраимов, Искендер Исмаилович       | Парламентская фракция СДПК                    | Мекеним Кыргызстан          |                             |
| 69  | Мискенбаев, Мээрбек Жайлообаевич     | Парламентская фракция СДПК                    |                             |                             |
| 70  | Молдобекова, Гулкан Сакиновна        | Парламентская фракция СДПК                    | Мекеним Кыргызстан          |                             |
| 71  | Момбеков, Рыскелди Чыныбекович       | Парламентская фракция СДПК                    | Ата-Мекен                   |                             |
| 72  | Мусабекова, Жылдыз Аманбековна       | Парламентская фракция СДПК                    | Мекеним Кыргызстан          |                             |
| 73  | Назаров, Айтмамат Кошоевич           | Парламентская фракция «Кыргызстан»            |                             |                             |
| 74  | Никитенко, Наталья Владимировна      | Парламентская фракция «Ата Мекен»             | Ата-Мекен                   | Ата-Мекен                   |
| 75  | Нишанов, Нургазы Нурланович          | Парламентская фракция «Республика - Ата Журт» |                             |                             |
| 76  | Нурбаев, Абдывахап Мамадрасулович    | Парламентская фракция СДПК                    |                             | Альянс                      |
| 77  | Нурматов, Кубанычбек Советович       | Парламентская фракция «Кыргызстан»            | Кыргызстан                  |                             |
| 78  | Нышанов, Сайдулла Канболотович       | Парламентская фракция «Ата Мекен»             |                             |                             |
| 79  | Омурбекова, Алтынай Сейтбековна      | Парламентская фракция «Республика - Ата Журт» |                             |                             |
| 80  | Омуркулов, Иса Шейшенкулович         | Парламентская фракция СДПК                    | Мекеним Кыргызстан          |                             |
| 81  | Ормонов, Улугбек Зулпукарович        | Парламентская фракция «Бир Бол»               | Замандаш                    | Ишкеним                     |
| 82  | Орозова, Карамат Бабашевна           | Парламентская фракция СДПК                    | Социал-демократы            |                             |
| 83  | Пирматов, Исхак Айтбаевич            | Парламентская фракция «Бир Бол»               | Биримдик                    |                             |
| 84  | Примов, Улан Бердибаевич             | Парламентская фракция СДПК                    | Биримдик                    |                             |
| 85  | Райымкулов, Бактыбек Кемелбекович    | Парламентская фракция «Республика - Ата Журт» | Мекеним Кыргызстан          |                             |
| 86  | Рыспаев, Кожобек Жайчыбекович        | Парламентская фракция СДПК                    |                             |                             |
| 87  | Сабиров, Максат Эсенович             | Парламентская фракция «Республика - Ата Журт» | Республика                  |                             |
| 88  | Салянова, Аида Женишбековна          | Парламентская фракция «Ата Мекен»             |                             |                             |
| 89  | Самаев, Урматбек Обозбекович         | Парламентская фракция «Кыргызстан»            | Мекеним Кыргызстан          |                             |
| 90  | Саматов, Жыргалбек Алимбаевич        | Парламентская фракция «Республика - Ата Журт» |                             |                             |
| 91  | Самигуллина, Альфия Эльдаровна       | Парламентская фракция СДПК                    | Социал-демократы            |                             |
| 92  | Сатыбалдиев, Кыянбек Урмаматович     | Парламентская фракция СДПК                    |                             |                             |
| 93  | Строкова, Евгения Григорьевна        | Парламентская фракция СДПК                    | Биримдик                    |                             |
| 94  | Субанбеков, Бакирдин Жамалович       | Парламентская фракция «Бир Бол»               | Биримдик                    |                             |
| 95  | Сулайманов, Алтынбек Турдубаевич     | Парламентская фракция «Бир Бол»               |                             |                             |
| 96  | Сулейманов, Бахадыр Искакович        | Парламентская фракция «Ата Мекен»             | Ата-Мекен                   |                             |
| 97  | Султанбекова, Чолпон Аалыевна        | Парламентская фракция «Кыргызстан»            |                             |                             |
| 98  | Султанов, Абдыкапар Маданбекович     | Парламентская фракция «Онугуу-Прогресс»       |                             |                             |
| 99  | Сурабалдиева, Эльвира Жыргалбековна  | Парламентская фракция СДПК                    | Ата-Мекен                   |                             |
| 100 | Сыдыков, Бактыбек Усенович           | Парламентская фракция «Республика - Ата Журт» | Мекеним Кыргызстан          |                             |
| 101 | Текебаев, Омурбек Чиркешович         | Парламентская фракция «Ата Мекен»             |                             |                             |
| 102 | Тиллаев, Таабалды Гапырович          | Парламентская фракция «Республика - Ата Журт» | Мекеним Кыргызстан          | Альянс                      |
| 103 | Токторов, Алмазбек Сатиевич          | Парламентская фракция «Кыргызстан»            |                             |                             |
| 104 | Токтошев, Эмиль Токтакунович         | Парламентская фракция «Ата Мекен»             | Ата-Мекен                   |                             |
| 105 | Толонов, Данияр Эрмекович            | Парламентская фракция «Кыргызстан»            | Кыргызстан                  |                             |
| 106 | Торобаев, Бакыт Эргешевич            | Парламентская фракция «Онугуу-Прогресс»       |                             |                             |
| 107 | Тулендыбаев, Пархат Розымович        | Парламентская фракция «Республика - Ата Журт» |                             |                             |
| 108 | Туманбаева, Рада Мураталыевна        | Парламентская фракция «Республика - Ата Журт» |                             |                             |
| 109 | Турсунбаев, Азизбек Атакозуевич      | Парламентская фракция «Кыргызстан»            | Кыргызстан                  |                             |
| 110 | Турсунбеков, Чыныбай Акунович        | Парламентская фракция СДПК                    |                             |                             |
| 111 | Турускулов, Жыргалбек Куручбекович   | Парламентская фракция «Республика - Ата Журт» | Мекеним Кыргызстан          |                             |
| 112 | Узакбаев, Абылкайыр Осмонбекович     | Парламентская фракция «Онугуу-Прогресс»       |                             |                             |
| 113 | Чолпонбаев, Улан Сапарбекович        | Парламентская фракция «Республика - Ата Журт» |                             |                             |
| 114 | Чудинов, Игорь Витальевич            | Парламентская фракция «Бир Бол»               |                             |                             |
| 115 | Шадиев, Аскарбек Алимбаевич          | Парламентская фракция «Бир Бол»               |                             |                             |
| 116 | Шайназаров, Тынчтык Урайимович       | Парламентская фракция «Онугуу-Прогресс»       |                             |                             |
| 117 | Шер-Нияз, Садык                      | Парламентская фракция «Ата Мекен»             |                             |                             |
| 118 | Шыкмаматов, Алмамбет Насырканович    | Парламентская фракция «Ата Мекен»             | Бир Бол                     | Ынтымак                     |
| 119 | Эгембердиев, Максатбек Бакирович     | Парламентская фракция СДПК                    |                             |                             |
| 120 | Юсуров, Абдумажит Лелезович          | Парламентская фракция «Онугуу-Прогресс»       | Биримдик                    |                             |
|     | Касымалиева, Аида Камчыбековна       | Парламентская фракция                         | Биримдик                    |                             |
|     | Айдаров, Нургазы Абдыраевич          | Парламентская фракция <<Онугуу-Прогресс>>     |                             |                             |
|     | Келдибаев, Сагындык Аширалиевич      | Парламентская фракция                         | Биримдик                    |                             |
|     | Тотонов, Нурбек Темирбекович         | Парламентская фракция                         | Биримдик                    |                             |
|     | Осмонова, Айнура Шермаматовна        | Парламентская фракция                         | Биримдик                    |                             |
|     | Джураев, Сайдолимжон Маруфович       | Парламентская фракция                         | Биримдик                    |                             |
|     | Дюшалиев, Абдыбек Кашымбекович       | Парламентская фракция                         | Биримдик                    |                             |
|     | Иманкожоева, Эркингуль Бекбачаевна   | Парламентская фракция                         | Биримдик                    |                             |
|     | Турусбеков, Бактыбек Сагындыкович    | Парламентская фракция                         | Биримдик                    |                             |
|     | Аскарова, Айнура Алмасбековна        | Парламентская фракция                         | Биримдик                    |                             |
|     | Бакиров, Омурбек Мирзараимович       | Парламентская фракция                         | Биримдик                    |                             |
|     | Маматалиев, Марлен Абдырахманович    | Парламентская фракция                         | Мекеним Кыргызстан          |                             |
|     | Акматова, Айжан Асанбаевна           | Парламентская фракция                         | Мекеним Кыргызстан          |                             |
|     | Жоробеков, Тариел Улукбекович        | Парламентская фракция                         | Мекеним Кыргызстан          | Ынтымак                     |
|     | Джумабеков, Дастанбек Артисбекович   | Парламентская фракция                         | Кыргызстан                  |                             |
|     | Абдыкеримов, Шаршенбек Шайлообекович | Парламентская фракция                         | Кыргызстан                  |                             |
|     | Ибраев, Саматбек Кулукеевич          | Парламентская фракция                         | Бутун Кыргызстан            |                             |
|     | Ташиев, Камчыбек Кыдыршаевич         | Парламентская фракция                         | Мекенчил                    |                             |
|     | Самат, Гульнара-Клара                | Парламентская фракция                         | Мекенчил                    |                             |
|     | Карашев, Аалы Азимович               | Парламентская фракция                         | Республика                  |                             |
|     | Айпкулов, Искандер Торобаевич        | Парламентская фракция                         | Замандаш                    |                             |
|     | Карамушкина, Ирина Юрьевна           | Парламентская фракция                         | Социал-демократы            |                             |
|     | Аразов, Автандил Мукаевич            | Парламентская фракция                         | Социал-демократы            |                             |
|     | Сыдыгалиев, Омурбек Тенебекович      | Парламентская фракция                         | Ата-Мекен                   | Ишкеним                     |
|     | Аманова, Бурун Кушбековна            | Ата-Мекен                                     |                             | Ишкеним                     |
|     | Арзыбаев, Ниязбек Арашевич           | Ата-Мекен                                     |                             | Ишкеним                     |
|     | Маматалиев, Марлен Абдурахманович    | Республика Ата-Журт                           |                             | Ынтымак                     |
|     | Келдибаев, Сагандык Ашералиевич      | Республика Ата-Журт                           |                             | Ынтымак                     |